# 戦争の世代
戦争の世代（せんそうのせだい、英語: Generations of warfare）は、戦争の様相を時代ごとに区分した用語であり、1989年にウィリアム・S・リンド等のアメリカ合衆国の分析家たちによって提唱された。この用語は、現代の戦争が第4世代にあたるという議論のために作られた。
- 第1世代の戦争は、国家によって統治された兵士が密集し、ファランクス、横隊及び縦隊の戦術を用いた古代および中世の戦争を指す。
- 第2世代の戦争は、ライフル銃および後装式の兵器の発明と、それに続く機関銃、鉄条網および間接射撃を連携させた戦術を用いる近世の戦争を指す。
- 第3世代の戦争は、敵の戦線を迂回し後方から敵軍を崩壊させるため、速度、隠密および奇襲を重視する戦術を用いた近現代の戦争を指す。これは戦術レベルにおける線的な戦闘の終わりであり、彼我の部隊は、単純に正面からぶつかり合うのではなく、互いに裏をかくように戦う。
- 第4世代の戦争は、参戦勢力の一方が非国家主体であるため、平時と有事、戦闘員と非戦闘員の区別が曖昧な戦争を指す。不正規戦を含む低強度紛争の様相となる。このような特徴があるのは、現代は、国民国家だけが軍事力を独占しているわけではないからである。第4世代の戦争は、近代以前の紛争の状態に戻ってしまっているともいえる。

## 第1世代

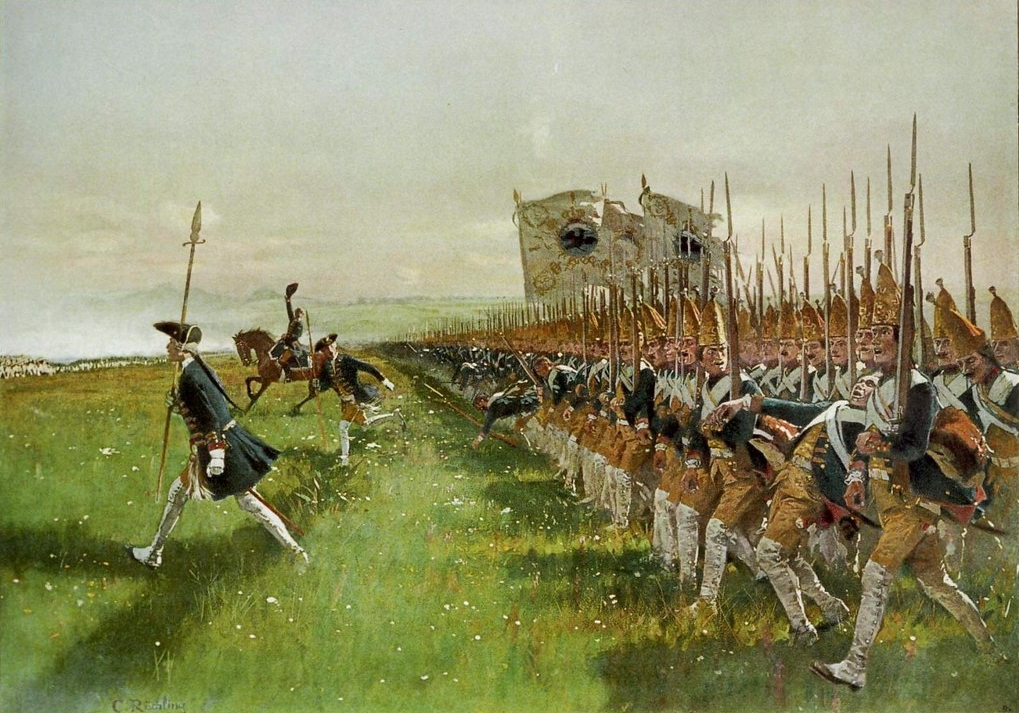
1745年、ホーエンフリートベルクの戦いにおいて、ロシア軍の歩兵部隊は横隊および縦隊で前進する。

1648年、三十年戦争の後、ヴェストファーレン条約は、神聖ローマ帝国の領邦に主権と外交権を与えた。これにより国民国家の主権が確立され、政府が独占的に軍隊を保有する権利を得た。それ以前は、部族、修道会、都市国家、企業が陸軍と海軍を保有しており、この時の戦争は、白兵戦、賄賂、暗殺といった手段で戦われ、戦場は秩序があり整然としていた。
国民国家の時代に入ってから戦争は大規模化したため、従来の傭兵を軍隊の主力とすることは費用対効果の面で困難となり、徴兵制および志願制による常備軍が整備されるようになった。
ライフル銃と後装式の兵器が発明されたことにより、戦場で長大な横隊が面と向かって敵と交戦するという戦術は死傷者が増大し実行不可能となり、第1世代の戦争は終わった。ライフル銃と後装式の兵器は、アメリカ合衆国とヨーロッパの至る所で徐々に広がったため、地域によって異なるが、19世紀後半には大国は第2世代の戦争に移行した。
戦場での指揮統制を容易にするために、軍事文化が発展した。例えば大衆と区別するために軍服が生まれ、部隊を編成するために緻密な階級構造が生まれた。縦隊と横隊での機動をより正確にするとともに、火器の発射速度を増すために部隊教練が規定された。
ナポレオン戦争において、敵の経済を低下させるために贋金の生産や戦時中の情報統制が初めて行われた。
代表例として以下の戦争が挙げられる。
- イングランド内戦
- 英西戦争 (1654年-1660年)
- 七年戦争
- アメリカ独立戦争
- ナポレオン戦争
- 米英戦争
- メキシコ独立戦争

## 第2世代

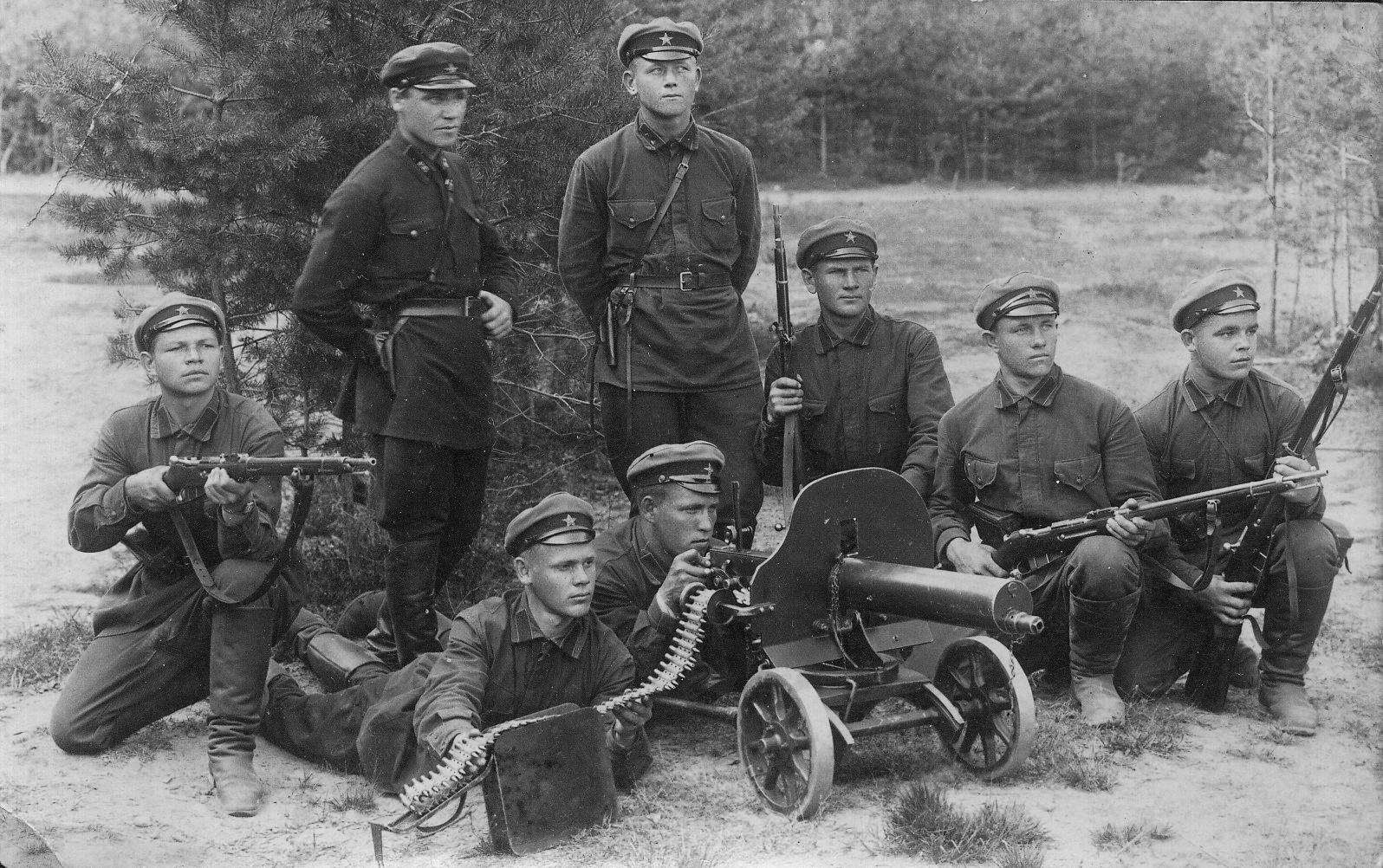
マキシム機関銃等の技術的発展によって小部隊は独立的に戦闘を行うことが必要となった。

19世紀、後装式のマスケット銃が発明され、射程、正確性、発射速度が増大した。これにより密集隊形で行進する部隊は敵の一斉射撃により甚大な損害を被るようになった。
第2世代の戦争の様相は、依然として、全体的に横隊となった部隊が互いに交戦していたが、個々の部隊は小規模な集団に分かれて機動した。そのような小規模な集団は、隠掩蔽しつつ、部隊が一挙に損耗することを回避して、迅速に前進した。そのような戦法は、ある程度、次の世代の戦闘にも引き継がれたため、第2世代と第3世代の境目は曖昧である。第2世代を終わらせたのは電撃戦である。電撃戦によって、固定的な火力陣地と緩慢に機動する歩兵は時代遅れとなり、また戦闘を戦略的な次元で考えさせるようになった。
第2世代の戦争において、塹壕戦、砲迫支援、長距離偵察、迷彩服、無線通信、班単位での機動等の技術が発展した。
代表例として以下の戦争が挙げられる。
- 南北戦争
- ボーア戦争
- 第一次世界大戦
- スペイン内戦
- イラン・イラク戦争

## 第3世代

湾岸戦争において、多国籍軍は迅速な前進と機動によりイラクの奥深くまで一挙に突進した。

ナチス・ドイツのフランス侵攻で用いられた電撃戦は、固定的な砲陣地や塹壕陣地に打ち勝つ速度と機動性の力を示した。ドイツ国防軍は、戦車、機械化歩兵、近接航空支援の運用によって、敵の線的な防御陣地を迅速に突破し後方地域を確保することができた。
敵が堅固に守る防御陣地を迂回するために巧妙な機動と速度を重視することは世界中で共通の戦略である。これにより、より縦深の目標を打撃することによって敵を崩壊させることは、第4世代の戦争においても主要な戦略である（その方法は第3世代の戦闘とは少し異なる）。
第3世代の戦争は、巧妙な戦略によって技術的な不利を克服するという考え方からはじまった。これにより線的な戦い方は終わり、より素早く動く新しい戦い方が表れた。
運動性の強調により、重装甲よりも速度が重視された。ヘリコプターの開発により敵地への進入が容易となり、ミサイル技術の発展により敵防御陣地を飛び越えて長距離から目標を打撃することができるようになった。これにより、戦況は急速に変化することとなり、前線の部隊はより高度な自律性を求められるようになった。
自律性を高めるために、上級将校は隷下部隊の下級将校に対してより大きな自主裁量の余地を与える必要があった。上級将校によるマイクロマネジメントを避けることによって適切に目標を達成することができると信じられた。
下級将校は、前線から遠く離れた司令官の判断よりも、現地の状況の変化に応じて柔軟に判断することが許された。これにより、旧態依然の秩序ある命令の文化は廃れた。
代表例として以下の戦争が挙げられる。
- 第二次世界大戦
- 朝鮮戦争
- ベトナム戦争
- 湾岸戦争
- アフガニスタン紛争 (2001年-2021年)
- イラク戦争

## 第4世代
第4世代の戦争の特徴は、平時と有事、戦闘員と非戦闘員の区別が曖昧であることである。この用語は、1989年にウィリアム・S・リンド等のアメリカの研究者たちによって、戦争が戦闘部隊を有する非国家主体によって遂行される形に回帰していることを表現するために使われた。

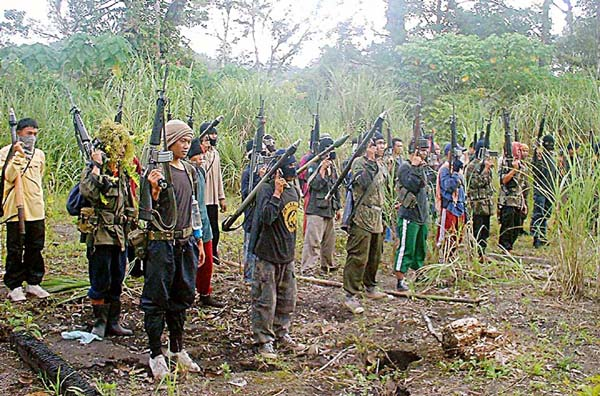
マギンダナオのゲリラ、1999年

第4世代の戦争は以下の要素を含むと定義される。
- 複雑で長期間にわたる紛争
- 政治、経済、社会、軍事上のあらゆる攻撃手段の採用
- テロリズム、反乱およびゲリラ戦術の使用
- 情報操作および法律戦を通じた巧妙な心理戦の使用
- 敵の核心的部分に対する直接攻撃（敵の文化を破壊するための民族浄化を含む。）
- 国家にとらわれず、国境を越え、高度に分散
- 戦闘員と非戦闘員の区別が困難
- 階層（ピラミッド）型組織の欠如
- 個々の組織は小規模であるが、通信と財政支援のネットワークが形成されている。

なお、第4世代の戦争の理論は、「従来からある国家と非国家主体の衝突をまとめ直したものに過ぎない」と批評されている。
代表例として以下の戦争が挙げられる。
- 第一次ポエニ戦争
- 第三次奴隷戦争
- 北アイルランド問題
- 半島戦争
- ルワンダ紛争
- タリバンの反乱
- 2011年リビア内戦
- シリア内戦
- イラクの反乱（2003–2011）
- エジプト危機（2011–2014）
- ウクライナ紛争 (2014年-)